# Поберей, Мария Тихоновна
Мария Тихоновна Поберей (25 декабря 1924, Царицын — 1 июля 1981, Ленинск, Волгоградская область) — 1-й секретарь Ленинского районного комитета КПСС Волгоградской области. Кандидат в члены ЦК КПСС в 1966—1981 годах. Герой Социалистического Труда (20.11.1958).

## Биография
Родилась в семье рабочего. Окончила семилетнюю школу.
В 1941 году окончила Новоаннинский сельскохозяйственный техникум.
В 1941—1950 годах — агроном Панфиловский машинно-тракторной станции (МТС) Калининского района Сталинградской области.
В 1950—1958 годах — главный агроном Маяковской машинно-тракторной станции (МТС) Ленинского района Сталинградской области.
Член КПСС с 1957 года.
В 1958 году окончила заочно Сталинградский сельскохозяйственный институт.
В 1958—1959 годах — начальник инспекции по сельскому хозяйству Ленинского района Сталинградской области.
В 1959—1963 годах — председатель исполнительного комитета Ленинского районного совета депутатов трудящихся Сталинградской (Волгоградской) области.
В 1963—1965 годах — председатель исполнительного комитета Среднеахтубинского районного совета депутатов трудящихся Волгоградской области.
В ноябре 1965—1981 года — 1-й секретарь Ленинского районного комитета КПСС Волгоградской области.
Умерла 1 июля 1981.

## Награды и звания
- Герой Социалистического Труда (20.11.1958)
- три ордена Ленина (20.11.1958,)
- орден Октябрьской Революции
- орден Трудового Красного Знамени
- медали